# Carénage (Saint-Barthélemy)
Pour les articles homonymes, voir Carénage.
Carénage est un quartier de Saint-Barthélemy dans les Caraïbes. Il est situé dans la partie centre-ouest de l'île entre Saint-Jean, Lurin et Morne Criquet. C'est l'un des plus petits quartiers de l'île. Par ailleurs, Le Carénage est l'ancien nom du bourg de Gustavia avant 1787.